# Tajmyrski (Dołgańsko-Nieniecki) Okręg Autonomiczny
Tajmyrski (Dołgańsko-Nieniecki) Okręg Autonomiczny (ros. Таймырский (Долгано-Ненецкий) автономный округ, Tajmyrskij (Dołgano-Nienieckij) awtonomnyj okrug) – dawna jednostka administracyjna Rosji w 2007 roku zlikwidowana i włączona do Kraju Krasnojarskiego jako rejon tajmyrski (dołgańsko-nieniecki).

## Geografia
Tajmyrski (Dołgańsko-Nieniecki) Okręg Autonomiczny położony był na kontynencie azjatyckim, na północy Rosji.

## Miasta
Stolicą okręgu była Dudinka (25 000 mieszkańców), która jest portem dla największego miasta regionu – Norylska. Innym większym miastem jest Dikson (1200 mieszkańców)

## Historia
Okręg utworzono 10 grudnia 1930.
1 stycznia 2007 r. okręg został zlikwidowany i jako rejon wszedł w skład Kraju Krasnojarskiego.

## Skład etniczny (według spisu z roku 2002)
| Okręg Dołgano-nieniecki                      | 39786 | %     |
| -------------------------------------------- | ----- | ----- |
| Rosjanie                                     | 23318 | 58,6% |
| Dołganie                                     | 5517  | 13,9% |
| Nieńcy                                       | 3054  | 7,7%  |
| Ukraińcy                                     | 2423  | 6%    |
| Pozostali (w tym niedeklarujący narodowości) | 5482  | 13,8% |

## Tablice rejestracyjne
Tablice pojazdów zarejestrowanych w Tajmyrskim (Dołgańsko-Nienieckim) Okręgu Autonomicznym mają oznaczenie 24 w prawym górnym rogu nad flagą Rosji i literami RUS.